# Dorfbauerschaft (Delbrück)
Dorfbauerschaft war bis 1964 eine eigenständige Gemeinde im Kreis Paderborn in Nordrhein-Westfalen. Die Gemeinde umschloss kragenförmig den Stadtkern von Delbrück, war überwiegend landwirtschaftlich geprägt und besaß keinen eigenen Ortskern. Seit 1964 gehört das Gebiet der ehemaligen Gemeinde zur Stadt Delbrück.

## Geschichte
Die Delbrücker Dorfbauerschaft gehörte bis zu den Napoleonischen Kriegen zum Küchenamt Delbrück im Hochstift Paderborn. Im Königreich Westphalen bildete sie eine Gemeinde im Kanton Delbrück des Distrikts Paderborn im Departement der Fulda. Ab 1816 gehörte die Gemeinde zum Kreis Paderborn in der preußischen Provinz Westfalen. Innerhalb des Kreises Paderborn gehörte sie zunächst zur Bürgermeisterei Delbrück und ab 1844 zum Amt Delbrück. Am 1. August 1964 wurde die Gemeinde Dorfbauerschaft, deren Fläche 16,27 km² umfasste, in die damalige Stadt Delbrück eingemeindet. Der Ortsname Dorfbauerschaft ist heute nicht mehr gebräuchlich.

### Einwohnerentwicklung
| Jahr | Einwohner | Quelle |
| ---- | --------- | ------ |
| 1821 | 941       | [ 5 ]  |
| 1843 | 1181      | [ 6 ]  |
| 1871 | 1150      | [ 7 ]  |
| 1885 | 1214      | [ 8 ]  |
| 1895 | 1186      | [ 9 ]  |
| 1910 | 1411      | [ 10 ] |
| 1925 | 1528      | [ 7 ]  |
| 1939 | 1538      | [ 7 ]  |
| 1946 | 2294      | [ 7 ]  |
| 1950 | 2301      | [ 7 ]  |
| 1961 | 2202      | [ 11 ] |